# Городок (Луцький район)
Городо́к — село в Україні, у Луцькому районі Волинської області. Входить до складу Луцької міської громади. Населення становить 214 осіб.

## Географія
На південь від села знаходиться гідрологічний заказник місцевого значення Чорногузка, створений з метою охорони екосистеми однойменної річки.

## Історія
До 1946 року село Юзефін Сенкевичівського району Волинської області. У 1946 році Указом ПВР УРСР від 7 червня 1946 року село Юзефін перейменували у Йосипівку. 
В 1991 році Йосипівку було перейменовано у село Городок. 
До 23 грудня 2016 року село підпорядковувалось Одерадівській сільській раді Луцького району Волинської області.
З 23 грудня 2016 року до 12 червня 2020 року у складі Заборольської сільської громади. 
12 червня 2020 року, згідно з розпорядженням Кабінету Міністрів України  № 708-р, село увійшло до складу Луцької міської громади.

## Населення
Згідно з переписом УРСР 1989 року чисельність наявного населення села становила 260 осіб, з яких 120 чоловіків та 140 жінок.
За переписом населення України 2001 року в селі мешкало 214 осіб. 100 % населення вказало своєю рідною мовою українську мову.

## Пам'ятки археології
- В південно-східній частині села, на острівному підвищенні серед заплави лівого берега р. Чорногузки знаходилось поселення культури лінійно-стрічкової кераміки, яке в 30-х рр. ХХ ст. досліджував Я. Фітцке. Пам'ятка зруйнована земляними роботами при спорудженні котлованів ставів.
- В урочищі «Лисоха», на невеликому підвищенні серед заплави лівого берега р. Чорногузки — двошарове поселення городоцько-здовбицької культури і давньоруського періоду. Досліджувалося розкопками Я. Фітцке у 1936 році та розвідками І. Свєшнікова і М. Пелещишина у 1959 році. Під час розкопок виявлено три напівземлянки овальної форми діаметром 1,9-3,2 м і глибиною 0,32-1,4 м, де знайдені шматки печини, уламки ліпного посуду, кістки тварин і поодинокі вироби з кременю доби бронзи, а також уламки гончарних горщиків ХІ—ХІІІ ст.
- За 2 км на південний схід від села, в урочищі «Острів», на овальному в плані останці лівого берега р. Чорногузки розмірами 80×400 м і висотою до 3 м — багатошарове поселення стжижовської культури доби бронзи, лужицької культури, лежницької групи ранньозалізної доби, зубрицької та вельбарської культур, а також могильник ульвівецького типу. Пам'ятки досліджувалися Д. Козаком — керівником спільної експедиції Інституту археології НАН України та Волинського державного університету у 1990–1992 роках. Досліджено площу 3900 м².
- На західному краї мису, в урочищі «Пасовище» — багатошарове поселення давньофракійської, поморсько-кльошової, зубрицької, вельбарської культур, могильник висоцької культури, а також селище давньоруського періоду ХІ—ХІІІ ст.
- На захід від села, на гряді другої надзаплавної тераси лівого берега р. Чорногузки висотою близько 50 м над рівнем заплави, знаходився курган давньоруського часу, у якому знаходилось тілопокладання в труні із супроводжуючим інвентарем — срібними скроневим кільцем і перстенями.
- За 1,5 км на південний захід від села, на захід від Окольного граду давньоруського Коршівського городища, на овальному у плані підвищенні серед заплави лівого берега р. Чорногузки розмірами 150—180х300 м і висотою 3-4 м — селище Х-ХІ ст. З території орного поля зібрані уламки гончарного посуду, серед якого за кількістю переважають екземпляри з білої глини.
- За 0,5 км на південний захід від села, на острівному підвищенні серед заплави лівого берега р. Чорногузки розмірами 200×500 м і висотою 3-4 м над рівнем заплави — багатошарове поселення волино-люблінської, тшинецько-комарівської культур і давньоруського періоду Х—ХІІІ ст. площею близько 3 га. Останець орієнтований із заходу на схід. Найбільша концентрація матеріалу зафіксована в західній (дещо вищій) і центральній його частинах.
- За 0,5 км на південь від села, в урочищі «Пенцаківська Хата» або «Циганська Кузня» — двошарове поселення тшинецько-комарівської культур і давньоруського періоду ХІІ—ХІІІ ст. Воно розміщене в східній частині останця лівого берега р. Чорногузки висотою 4-5 м над рівнем заплави. Речові матеріали зібрані з території людських городів на площі до 2 га.
- За 1 км на південний захід від села, в урочищі «Кемпа», на згаданому вище останці — селище давньоруського періоду Х—ХІІІ ст. площею до 2 га.
- В південно-східній частині села, у районі вулиці Набережна — селище давньоруського періоду ХІІ—ХІІІ ст. площею до 1 га. Воно розміщене на лагідному південному схилі першої надзаплавної тераси лівого берега р. Чорногузки, висотою 3-4 м над рівнем заплави. Уламки гончарного посуду зібрані з території присадибних ділянок.
- За 0,5 км на схід від села, на південному і південно-східному схилах мису першої надзаплавної тераси лівого берега р. Чорногузки, висотою до 14 м над рівнем заплави — двошарове поселення тшинецько-комарівської і вельбарської культур площею до 2 га.
- За 1,5 км на схід від села, на мисоподібному виступі лівого берега р. Чорногузка, за 0,3 км на північ від урочища «Острівки» — багатошарове поселення стжижовської, тшинецько-комарівської, вельбарської культури і давньоруського часу.
- За 1 км на південний захід від села, на видовженому мисоподібному виступі лівого берега р. Чорногузка — поселення вельбарської культури.
- За 1,5 км на південний захід від села, в урочищі «Замчисько», на мисі лівого берега р. Чорногузка — багатошарове поселення культури лінійно-стрічкової кераміки, стжижовської, тшинецько-комарівської, лежницької групи ранньозалізної доби, ранньослов'янського і давньоруського часу.
- За 1 км на південний схід від села, на території колишнього маєтку польського письменника Юзефа Крашевського — стоянка пізнього палеоліту. Перебудовуючи маєток, Крашевський натрапляв на знахідки кісток людей і мамонтів. У листі до батька 1844 року з Городка він писав: «Маю вже тих великих передпотопних кісток значну кількість. Є зламаний бивень на лікоть…, а сьогодні добули величезну щелепу. Де копнеш землю, то або мамонт, або людина… Копали склеп на 2 ½ ліктя, добули мамонта, а трохи далі лежав якийсь небіжчик»

## Постаті пов'язані з Городком
- Юзеф Ігнацій Крашевський — польський поет, художник та етнограф[10]. У 1840 році купив Городок, але у 1848 році продав[11]. У романі «Хата за селом» описав село Городок та навколишні села.